# بزمجه گلوسفید
 بزمجه گلوسفید(نام علمی: Varanus albigularis) نام یک گونه از سرده بزمجه است.